# Permease
As permeases são proteinas transportadoras que participam no processo de difusão transmembranar a favor do gradiente de concentração, atuando sobre aminoácidos e carboidratos, facilitando a passagem de certas substâncias que, por difusão simples, demorariam muito tempo para atravessar a membrana de modo a igualar as concentrações. Esse processo é particularmente comum no movimento da glicose, de alguns aminoácidos e vitaminas e alguns íons.
As permeases estão presentes também no processo de transporte ativo. Atuam na bomba de sódio e potássio como transportadoras de íons Na⁺ e K⁺ utilizando ATP.